# Grube Heidkamp II
Die Grube Heidkamp II ist eine ehemalige Eisen-Grube des Bensberger Erzreviers in Bergisch Gladbach. Das Gelände gehört zum Stadtteil Heidkamp. Das Mutungsgesuch stammt vom 15. März 1864. Die Verleihung erfolgte am 27. September 1865 auf Eisenstein. Der Hauptfundpunkt lag im Bereich der Häuser Lutonstraße 45–51 bis über den Bahndamm hinweg. Durch die Bebauung sind alle Relikte verloren gegangen. Über die Betriebstätigkeiten ist nichts Näheres bekannt.